# 西條三恵
西條 三恵（さいじょう みえ、8月6日 - ）は、元宝塚歌劇団月組の娘役。
兵庫県神戸市、愛徳学園出身。身長162cm。愛称は「みえ」。

## 来歴
1994年、 過去最高倍率となる48.25倍を突破し、宝塚音楽学校に首席入学 。
1996年、宝塚歌劇団に82期生として入団。入団時の成績は4番。月組公演「CAN-CAN／マンハッタン不夜城」で初舞台。その後、月組に配属。
1998年の「ブエノスアイレスの風」（ドラマシティ公演）で初ヒロイン。同年の「シンデレラ・ロック」でバウホール公演初ヒロイン。
2000年の「ゼンダ城の虜」で新人公演初ヒロイン。
2001年11月8日、「血と砂」（バウホール・日本青年館公演）千秋楽をもって、宝塚歌劇団を退団。

## 人物
芸名は祖父で漫才師・漫談師の西条凡児に由来する。父は漫才師・タレントの西條笑児、伯父はその兄の西條遊児。夫は舞踊家の花柳典幸。

## 宝塚歌劇団時代の主な舞台

### 初舞台
- 1996年3 - 5月、月組『CAN-CAN』『マンハッタン不夜城』（宝塚大劇場）

### 月組時代
- 1996年7月、『CAN-CAN』『マンハッタン不夜城』（東京宝塚劇場）
- 1996年9 - 11月、『チェーザレ・ボルジア』 - 新人公演：サンチャ（本役：千ほさち）『プレスティージュ』（宝塚大劇場のみ）
- 1996年12 - 1997年2月、『バロンの末裔』 - 新人公演：ヘレン（本役：千紘れいか）『グランド・ベル・フォリー』（宝塚大劇場）
- 1997年2 - 3月、『Non-STOP!!-午前0時に幕は開く-』（バウホール・日本青年館）
- 1997年4月、『バロンの末裔』 - 新人公演：ヘレン（本役：千紘れいか）『グランド・ベル・フォリー』（東京宝塚劇場）
- 1997年6 - 8月、『EL DORADO』（宝塚大劇場） - エストレリャ、新人公演：ルナ（本役：水沢葉月）
- 1997年8 - 9月、『FAKE LOVE』（バウホール・日本青年館・愛知厚生年金会館） - ナディーヌ
- 1997年11月、『EL DORADO』（東京宝塚劇場） - エストレリャ、新人公演：コンチータ（本役：水沢葉月）
- 1997年12月、『Alas』（ドラマシティ）
- 1998年2 - 7月、『WEST SIDE STORY』 - 新人公演：アニタ（本役：樹里咲穂）
- 1998年8月、『ブエノスアイレスの風』（ドラマシティ） - イサベラ ヒロイン[3]
- 1998年9 - 10月、『黒い瞳』 - パラーシカ、新人公演：エカテリーナII世（本役：千紘れいか）『ル・ボレロ・ルージュ』（宝塚大劇場）
- 1998年11 - 12月、『シンデレラ・ロック』（バウホール） - マドンナ・キャリー バウ初ヒロイン[4]
- 1999年1 - 2月、『黒い瞳』 - パラーシカ、新人公演：エカテリーナII世（本役：千紘れいか）『ル・ボレロ・ルージュ』（1000days劇場）
- 1999年3 - 4月、『うたかたの恋』 - オフィーリア『ミリオン・ドリームズ』（全国ツアー）
- 1999年5 - 6月、『螺旋のオルフェ』 - ミア『ノバ・ボサ・ノバ』 - ラービオス、新人公演：ブリーザ（本役：千紘れいか）（宝塚大劇場）
- 1999年7月、『ブエノスアイレスの風』（神戸国際会館・日本青年館） - イサベラ
- 1999年8 - 9月、『螺旋のオルフェ』 - ミア『ノバ・ボサ・ノバ』 - ラービオス、新人公演：ブリーザ（本役：千紘れいか）（1000days劇場）
- 1999年10 - 11月、第1回中国公演『夢幻花絵巻』『ブラボー!タカラヅカ』（北京・上海）[9]
- 1999年11 - 12月、『うたかたの恋』 - ステファニー皇太子妃『ブラボー!タカラヅカ』（全国ツアー）
- 2000年2 - 4月、『LUNA』 - イブ、新人公演：イレーネ（本役：千紘れいか）『BLUE・MOON・BLUE』（宝塚大劇場のみ）
- 2000年6 - 7月、ベルリン公演『宝塚 雪・月・花』『サンライズ・タカラヅカ』（フリードリッヒシュタット・パラスト劇場）[10]
- 2000年8月、『LUNA』 - イブ『BLUE・MOON・BLUE』（博多座）
- 2000年9 - 11月、『ゼンダ城の虜』 - 新人公演：フラビア姫（本役：檀れい）『ジャズマニア』（宝塚大劇場のみ） 新人公演初ヒロイン[5]
- 2001年1 - 2月、『いますみれ花咲く』『愛のソナタ』 - マルガレーテ、新人公演：マリー・テレーズ（本役：美々杏里）（東京宝塚劇場）
- 2001年3月、『Practical Joke（ワルフザケ）』（ドラマシティ・赤坂ACTシアター） - カレン・ロバーツ
- 2001年5 - 7月、『愛のソナタ』 - マルガレーテ、新人公演：マリー・テレーズ（本役：美々杏里）『ESP!!』（宝塚大劇場）
- 2001年8 - 9月、『大海賊』 - アン、新人公演：エルザ／アナ（本役：美々杏里）『ジャズマニア』（東京宝塚劇場のみ）
- 2001年10 - 11月、『血と砂』（バウホール・日本青年館） - ドンニャ・ソル 退団公演[2]

### 出演イベント
- 1996年11月、久世星佳ディナーショー『ILLUSION-クリスタルと鏡の中の幻影』
- 1997年3月、久世星佳ディナーショー『ILLUSION-クリスタルと鏡の中の幻影』
- 1997年7月、第三回『アキコ・カンダレッスン発表会』
- 1999年5月、'99TCAスペシャル『ハロー!ワンダフル・タイム』
- 2000年9月、TCAスペシャル2000『KING OF REVUE』
- 2001年6月、TCAスペシャル2001『タカラヅカ夢世紀』
- 2001年7月、『月組エンカレッジ・コンサート』

## 宝塚歌劇団退団後の主な活動

### 舞台
- 2002年9月5日 - 9月18日『新版・四谷怪談 左眼の恋』（築地本願寺ブディストホール/梅田・HEP HALL）
- 2002年12月20日 - 2003年1月31日、『Shoes On!4』
- 2004年5月19日 - 5月23日、音楽と劇『暴力と夜、雨の中で』（築地本願寺ブディストホール）
- 2005年2月9日 - 2月13日、渡辺正行プロデュース『LDK〜ラストダンスはキッチンで〜』

### テレビ
2002年
- 10月19日、テレビ朝日 土曜ワイド劇場 和久峻三ミステリー『新・赤かぶ検事奮戦記14 飛騨高山ヒスイ海岸、愛と憎しみのダブル誘拐殺人事件！』

2003年
- 4月7日、TBS 西村京太郎シリーズ『探偵 左文字進7 失踪』
- 5月28日、女と愛とミステリー『優雅な悪事2 京都華道家元連続殺人事件 豪華パーティーに飾られた死体! 千年の古都を彩るセレブたちの隠された素顔! 美人探偵がウラ技で悪を斬る』
- 7月18日、フジテレビ 金曜エンタテイメント『しあわせギフトお届け人 青野大洋おどる事件簿』
- 12月6日、テレビ朝日 土曜ワイド劇場 和久峻三ミステリー『新・赤かぶ検事奮戦記15 飛騨古川祭り　起こし太鼓は涙に霞む　名門旧家入り婿殺人事件』

2004年
- 3月29日 - 9月25日、NHK 連続テレビ小説『天花』大町量子
- 7月23日、フジテレビ 金曜エンタテイメント『しあわせギフトお届け人（2）青野大洋 杜の都の事件帖』塚本千夏
- 10月16日、テレビ朝日 土曜ワイド劇場 和久峻三ミステリー『新・赤かぶ検事奮戦記16 飛騨高山〜能登和倉　喪服の似合う人妻の秘密』
- 12月1日、NHK『福祉ネットワーク』『めざせ介護の達人』

2005年
- 8月13日、テレビ朝日 土曜ワイド劇場 和久峻三ミステリー『新・赤かぶ検事奮戦記17 飛騨高山〜京都〜黒部、死体なき殺人!内部告発者の妻は危険な香り』

### 映画
- 2003年『秋聲旅日記』
- 2005年2月11日、『シベリア超特急5』謎の美人武道家のヒロイン・佐伯佳子

## 受賞歴
- 2001年、『宝塚歌劇団年度賞』 - 2000年度新人賞[11]